# Blancanieves
Blancanieves ("Snövit") är en spansk dramafilm från 2012 i regi av Pablo Berger, med Maribel Verdú i huvudrollen. Filmen är en travesti på sagan om Snövit och utspelar sig i 1920-talets Andalusien. Filmen är svartvit och i stumfilmsformat.
Filmen tävlade vid Filmfestivalen i San Sebastián där den vann juryns specialpris och priset för bästa skådespelerska. Den tilldelades Goyapriset i tio kategorier, bland annat Bästa film, Bästa kvinnliga huvudroll och Bästa originalmanus.

## Medverkande
- Maribel Verdú som Encarna / La Madrastra
- Daniel Giménez Cacho som Antonio Villalta / El Padre
- Ángela Molina som Doña Concha / La Abuela
- Inma Cuesta som Carmen de Triana / La Madre
- Macarena García som Carmen / Blancanieves
- Sofía Oria som Carmencita / Blancanieves
- Josep Maria Pou som Don Carlos / El Apoderado
- Ramón Barea som Don Martín
- Pere Ponce som Genaro / El Chófer
- Emilio Gavira som Jesusín